# انضمام مولدوفا إلى الاتحاد الأوروبي
إن انضمام مولدوفا إلى الاتحاد الأوروبي مدرج على جدول الأعمال الحالي للتوسع المستقبلي للاتحاد الأوروبي.
بعد تقديم طلب من مولدوفا في مارس 2022، حصلت مولدوفا رسمياً على صفة المرشح من قبل الاتحاد الأوروبي في 22 يونيو2022.
حددت مولدوفا عام 2030 موعدًا مستهدفًا للانضمام إلى الاتحاد الأوروبي.
في 14 ديسمبر 2023، قرر المجلس الأوروبي فتح مفاوضات الانضمام مع مولدوفا. وهي واحدة من تسع دول مرشحة الحالية للانضمام إلى الاتحاد الأوروبي، إلى جانبألبانيا وأوكرانيا والبوسنة الهرسك وتركيا والجبل الأسود وجورجيا وصربيا وكوسوفو ومقدونيا الشمالية. بدأت مفاوضات الانضمام رسميًا في 25 يونيو 2024، بالتزامن مع المفاوضات مع أوكرانيا.

## التاريخ

### المنظور الأوروبي
أقر البرلمان الأوروبي خلال العام 2014 قراراً ينص على أنه استناداً للمادة 49 من معاهدة ماستريخت، فإن كلاً من جورجيا ومولدوفا وأوكرانيا، فضلاً عن أي دولة أوروبية أخرى، لها منظور أوروبي ويمكنها التقدم بطلب عضوية الاتحاد الأوروبي إنطلاقاً من مبادئ الديمقراطية واحترام الحريات الأساسية وحقوق الإنسان وحقوق الأقليات وضمان سيادة الحقوق".

### طلب العضوية
بعد بدء غزو روسيا لأوكرانيا عام 2022، وتحديداً في 3 مارس 2022 وقّع كلاً من رئيس مولدوفا مايا ساندو ورئيس البرلمان إيغور جروسو ورئيس الوزراء ناتاليا جافريليتا على طلب عضوية الاتحاد الأوروبي.

### الاستبيان
في 11 أبريل 2022، سلّم المفوض الأوروبي للتوسيع وسياسة الجوار الأوروبية ‏ أوليفر فاريلي وزير الخارجية والتكامل الأوروبي في مولدوفا نيكو بوبيسكو استبياناً من المفوضية الأوروبية وذلك نيتيجة لطلب مولدوفا الترشح. تم إرسال الرد على الجزء الأول من الاستبيان إلى المفوضية الأوروبية من قبل رئيسة وزراء مولدوفا ناتاليا جافريليتا في 22 أبريل 2022،  بينما تم تقديم الردود على الجزء الثاني في 12 مايو 2022.

### التوصية
في 17 يونيو 2022، أوصت المفوضية الأوروبية رسميًا بأن يمنح المجلس الأوروبي جمهورية مولدوفا فرصة أن تصبح عضوًا في الاتحاد الأوروبي لتحصل على وضعية مرشح للانضمام إلى الإتحاد الأوروبي، مع عدد من الشروط لفتح مفاوضات الانضمام.[بحاجة لمصدر]

### الترشيح
في 23 يونيو 2022، حصلت مولدوفا مع أوكرانيا على صفة مرشح للانضمام إلى الإتحاد الأوروبي. وقد حصل كلا البلدين على هذه صفة في ظل التزامهما بالإصلاحات الهيكلية. تشمل الإصلاحات الهيكلية في مولدوفا ما يلي:
1. تحسين الكفاءة الاقتصادية
2. الحد من الفساد
3. تطبيق أفضل لحقوق الملكية
4. تقليص حجم الشركات المملوكة للدولة
5. تحسين كفاءة الطاقة
6. تحسين سوق العمل

في 22 يونيو 2023، قدم مفوض الاتحاد الأوروبي للجوار والتوسع أوليفر فاريلي تحديث شفهي حول تقدم مولدوفا في الإصلاحات المطلوبة منها من قبل الاتحاد. وفي 13 سبتمبر 2023، صرحت رئيسة المفوضية الأوروبية أورسولا فون دير لاين خلال خطاب حالة الاتحاد ، أن مستقبل مولدوفا "في اتحادنا".

## المفاوضات
أصدرت المفوضية الأوروبية في 8 نوفمبر 2023 تقرير حزمة التوسعة لعام 2023 والذي تضمن التحديثات المتعلقة بمواءمة مكتسبات مولدوفا بالإضافة إلى توصية للمجلس بفتح مفاوضات الانضمام.
قرر المجلس الأوروبي في 14 ديسمبر 2023 فتح مفاوضات الانضمام مع مولدوفا وتم افتتاحها رسمياً في 25 يونيو 2024، في نفس وقت المفاوضات مع أوكرانيا.

## أنظر أيضاً
- العلاقات بين مولدوفا والاتحاد الأوروبي
- اتفاقية الشراكة بين مولدوفا والاتحاد الأوروبي
- العلاقات بين مولدوفا ورومانيا
- توسيع الاتحاد الأوروبي
- التوسع المستقبلي للاتحاد الأوروبي